# Stephen Milne (nadador)
Stephen Milne (Inverness, 29 de abril de 1994) es un deportista británico que compitió en natación, especialista en el estilo libre.
Participó en los Juegos Olímpicos de Río de Janeiro 2016, obteniendo una medalla de plata en la prueba de 4 × 200 m libre.
Ganó una medalla de oro en el Campeonato Mundial de Natación de 2017 y una medalla de bronce en el Campeonato Europeo de Natación de 2018.

## Palmarés internacional
| Juegos Olímpicos   | Juegos Olímpicos        | Juegos Olímpicos  | Juegos Olímpicos      |
| Año                | Lugar                   | Medalla           | Prueba                |
| ------------------ | ----------------------- | ----------------- | --------------------- |
| 2016               | Río de Janeiro (Brasil) | Medalla de plata  | 4 × 200 m libre       |
| Campeonato Mundial |                         |                   |                       |
| Año                | Lugar                   | Medalla           | Prueba                |
| 2017               | Budapest (Hungría)      | Medalla de oro    | 4 × 200 m libre       |
| Campeonato Europeo |                         |                   |                       |
| Año                | Lugar                   | Medalla           | Prueba                |
| 2018               | Glasgow (Reino Unido)   | Medalla de bronce | 4 × 200 m libre mixto |